# Ługański Uniwersytet Narodowy im. Tarasa Szewczenki
Ługański Uniwersytet Narodowy im. Tarasa Szewczenki (ukr. Луганський національний університет імені Тараса Шевченка, ЛНУ) – ukraińska szkoła wyższa w Ługańsku.  
Kształcenie prowadzone jest na różnych kierunkach 3 wydziałów oraz 8 instytutów na wszystkich poziomach edukacyjnych i stopniach naukowych - licencjat, magister, doktor filozofii (PhD), doktor nauk (habilitacja), doskonalenie zawodowe (podyplomowe). Kształcenie zawodowych młodszych licencjatów odbywa się w 6 kolegiach specjalistycznych, a Regionalne Centrum Kształcenia Zawodowego (oddziały: Starobielsk, Rubiżne, Kreminna) szkoli wykwalifikowanych pracowników. Oferta edukacyjna uniwersytetu obejmuje około 250 specjalności, programów edukacyjnych i zawodów.
1 marca 1921 roku w miejscowości Małomykołaiwka w obwodzie ługańskim zostały organizowany pierwsze w regionie kursy nauczycielskie. Wkrótce przeniosły się do Ługańska i do nich przyłączono kursy nauczycielskie z Jenakijewe. W latach 1922–1923 jako wyższe kursy gubernatorskie działały w Bachmucie, a wiosną 1923 powróciły do Ługańska. 1 stycznia 1924 oficjalnie został otwarty Doniecki Instytut Edukacji Narodowej (ukr. Донецький інститут народної освіти, ДІНО), który w połowie 1934 został reorganizowany w Woroszyłowgradzki Instytut Pedagogiczny (ukr. Ворошиловградський педагогічний інститут). W 1993 został przemianowany w Ługański Państwowy Instytut Pedagogiczny przy Wschodnioukraińskim Uniwersytecie (ukr. Луганський педагогічний інститут при Східноукраїнському університеті). W 1998 uczelnia została reorganizowana w Ługański Państwowy Uniwersytet Pedagogiczny im. Tarasa Szewczenki (ukr. Луганський державний педагогічний університет імені Тараса Шевченка), w 2003 - w Ługański Narodowy Uniwersytet Pedagogiczny im. Tarasa Szewczenki (ukr. Луганський національний педагогічний університет імені Тараса Шевченка). Dopiero w 2008 otrzymał obecną nazwę. 
W 2014 roku, z powodu wojny w Donbasie, uczelnia została oficjalnie ewakuowana do Starobielska w obwodzie ługańskim. Część uczniów i nauczycieli przeszła na kształcenie na odległość. W marcu 2022 roku, w związku z nową aktywną fazą rosyjskiej inwazji na Ukrainę i okupacją znacznej części obwodu ługańskiego, administracja Uniwersytetu została tymczasowo przeniesiona do Połtawy, gdzie od 2014 roku mieścił się wydział i instytut.